# Cavargna
Cavargna est une commune italienne, située dans le Val Cavargna, dans la province de Côme, dans la région Lombardie, dans le nord de l'Italie.

## Administration
| Période                                  | Période | Identité | Étiquette | Qualité |
| ---------------------------------------- | ------- | -------- | --------- | ------- |
|                                          |         |          |           |         |
| Les données manquantes sont à compléter. |         |          |           |         |

### Hameaux
Vegna, Mondrago, Segalè

### Communes limitrophes
San Nazzaro Val Cavargna, Val Rezzo